# HMS Arab (1901)
Za druge ladje glejte HMS Arab.
HMS Arab je bil rušilec Kraljeve vojne mornarice.
Ladjo je začelo graditi podjetje J & G Thomson (Clydebank), dokončalo pa jo je John Brown & Co, ko je prevzelo ladjedelnico.
Zaradi prevelike teže ni doseglo zaželene hitrosti, zato je niso uporabljali v bojne namene.